# Grzegorz Niedźwiedzki
Grzegorz Niedźwiedzki (ur. 1 września 1980 w Bychawie) – polski biolog, paleontolog, odkrywca.

## Życiorys naukowy
Ukończył Technikum Geologiczne im. Stanisława Staszica w Kielcach. Następnie studiował przez rok geologię na Uniwersytecie Warszawskim. W latach 2001–2007 studiował biologię na tej samej uczelni. W 2007 obronił pracę magisterską z biologii dotyczącą analizy paleoekologicznej wczesnojurajskiego ekosystemu z Sołtykowa w Górach Świętokrzyskich. Brał udział w pracach wykopaliskowych w Lipiu Śląskim koło Lisowic, gdzie odkryto pierwsze polskie dinozaury (2006–2007). Biolog był wówczas współpracownikiem dr. Tomasza Suleja oraz prof. Jerzego Dzika. W 2013 roku Niedźwiedzki doktoryzował się w Zakładzie Paleobiologii i Ewolucji UW, gdzie przygotował dysertację o drapieżnym późnotriasowym archozaurze ze stanowiska Lipie Śląskie koło Lisowic.
Był wielokrotnym stypendystą Prezesa Rady Ministrów i ministra edukacji narodowej. W 2000 otrzymał nagrodę specjalną Królewskiego Towarzystwa Geograficznego z Londynu, w 2008/2009 stypendium dla młodych naukowców „START” ufundowane przez Fundację na Rzecz Nauki Polskiej, zaś w 2009 nagrodę prezesa Polskiej Akademii Nauk za działalność naukowo-dydaktyczną.
Na jego cześć gatunkowi triasowego owada nadano nazwę Chauliodites niedzwiedzkii.
W styczniu 2010 tygodnik „Nature” opublikował pracę dotyczącą odkrycia tropów dewońskiego tetrapoda (Tropy środkowodewońskich czworonogów z Zachełmia), które okazały się 18 mln lat starsze niż znane dotąd skamieniałości pierwszych tetrapodów. Niedźwiedzki dokonał odkrycia wraz z Piotrem Szrekiem z Państwowego Instytutu Geologicznego. Odkrycie przyczyniło się do rozwoju światowej paleontologii.
Od maja 2016 jest pracownikiem naukowym i prowadzi badania na Uniwersytecie w Uppsali (Szwecja).